# 리치먼드셔

리치먼드셔의 위치

리치먼드셔(영어: Richmondshire)는 잉글랜드 노스요크셔주에 위치한 비도시 자치구로 중심 도시는 리치먼드이며 인구는 52,729명(2014년 기준), 면적은 1,319km2이다.